# The Little Angel of Canyon Creek
The Little Angel of Canyon Creek è un film muto del 1914 diretto da Rollin S. Sturgeon. La sceneggiatura si basa sull'omonimo romanzo di Cyrus Townsend Brady pubblicato a New York nel 1914. Il ruolo principale, quello di Olaf, piccolo immigrato orfano, fu affidato all'attrice Gertrude Short che, all'epoca, aveva dodici anni.

## Trama
Un gruppo di orfani, tra i quali si trova anche il decenne Olaf Tryggvesson, viene mandato da un missionario su un treno diretto da New York a un orfanotrofio del West. Olaf, però, riesce a sgattaiolare via quando il treno si ferma a una stazione. Fa amicizia con un indiano e questi lo porta con sé al suo campo. L'indiano però resta ucciso durante una partita da Dead Shot Jackson che spara anche a sua moglie. Durante la rissa che ne segue, muore anche il socio di Jackson, mentre Blue Wing, un ragazzo indiano, perde i sensi.

Ignaro che Olaf è un testimone, Jackson accusa Blue Wing di essere l'assassino, ma Olaf scagiona il ragazzo. A questo punto, Jackson, per salvarsi, è costretto a fuggire.
Olaf diventa amico del pastore Bill e della famiglia Morrison, fondatori della Canyon Creek Sunday School.

Una domenica, durante la funzione, Dead Shot Jackson spara al parroco. Questi, però, viene salvato da Olaf che si prende i proiettile al posto suo. Il ragazzo non muore ma resta ferito. E, quando Jackson, che è stato arrestato, viene condannato all'impiccagione, Olaf convince i cittadini a risparmiare la vita del fuorilegge.
 
Il pastore Bill e Mary Morrison si sposano e Olaf diventa un amato membro della loro famiglia che sta diventando sempre più grande.

## Produzione
Il film fu prodotto dalla Vitagraph Company of America (come Broadway Star). Le riprese, fatte negli studi della Vitagraph di East Hollywood, furono completate prima del 24 ottobre 1914.

## Distribuzione
Il copyright del film, richiesto dalla Vitagraph Co. of America, fu registrato il 14 dicembre 1914 con il numero LP21807.

Distribuito dalla General Film Company, il film uscì nelle sale cinematografiche statunitensi il 9 novembre 1914 dopo essere stato presentato in prima al Vitagraph Theatre di New York il 2 novembre 1914.
Non si conoscono copie ancora esistenti della pellicola che viene considerata presumibilmente perduta.